# Supremo Patriarca e Catholicos di tutti gli Armeni

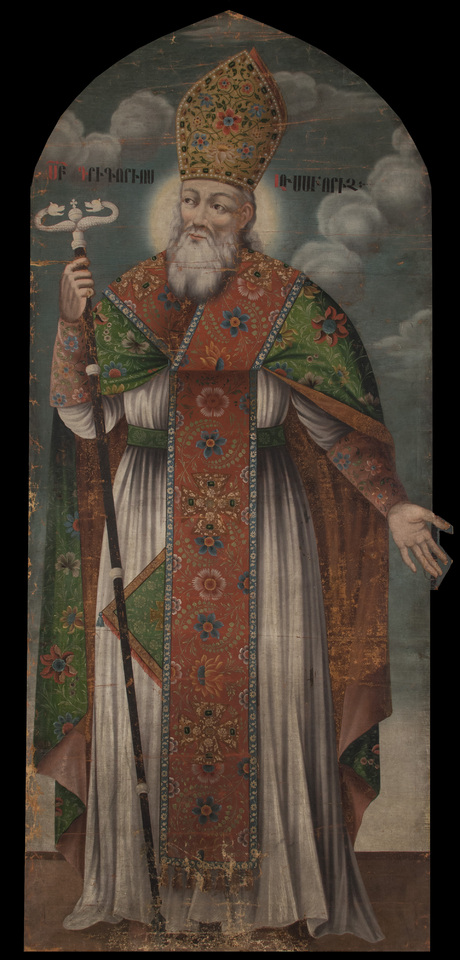
San Gregorio Armeno è considerato il primo catholicos e patriarca della Chiesa armena

Il catholicos d'Armenia e di tutti gli armeni (plurale catholicoi per l'origine greca del termine) è il primate della Chiesa apostolica armena; una delle Chiese ortodosse orientali che non riconoscono le decisioni del concilio di Calcedonia del 451, nonché chiesa nazionale e religione di Stato armena. 

È sia un'autorità spirituale, cui spetta il "titolo di vicario di Cristo in terra", che un'autorità temporale nell'ambito della propria chiesa.
Il primo catholicos d'Armenia e di tutti gli armeni fu san Gregorio Illuminatore. 
Furono gli apostoli san Taddeo e san Bartolomeo che portarono il cristianesimo in Armenia nel I secolo. Prima ancora di san Costantino I il Grande (272-337), l'Armenia fu il primo Paese al mondo a garantire la libertà di culto ai cristiani e a costituire il cristianesimo come religione dell'impero locale.
Il catholicos d'Armenia è chiamato anche il "catholicos di Echmiadzin" dalla città che ne è la sede. Si trova situata non distante da Vagharshapat, fondata nel 301. Il titolo di catholicòs è stato introdotto a partire dal VI secolo, in preferenza di quello di "arcivescovo" o "sommo pontefice", in modo particolare in occasione delle consacrazioni episcopali.

L'attuale capo della Chiesa apostolica armena è Karekin II.